# Lúcs
Lúcs (szlovákul Lúč na Ostrove) község Szlovákiában, a Nagyszombati kerületben, a Dunaszerdahelyi járásban. Kis- és Nagylúcs egyesítésével jött létre.

## Fekvése
Dunaszerdahelytől 7 km-re délnyugatra, a Csallóköz középső részén fekszik.

## Története
1248-ban Dénes pozsonyi ispán oklevelében "Luche" alakban királyi udvarnokok és szolganépek falujaként említik először. Másodszor 1297. július 23-án említik, szintén "Luche" néven. Lakói kezdetben kiváltságokat élveztek, melyeket azonban később elveszítettek. 1351-ben már tizedet kellett fizetniük. Lúcs a 14. században már két faluból állt. 1303-ban határolják el "Theberluche" települést. 1316-ban "Luce Superiori", azaz Felsőlúcsként szerepel egy oklevélben. 1322-ben már ismét csak "Luche" néven említik. 1323-ban "Zylas Luce" néven szerepel. A 15. században már egyértelműen két külön faluból, Kis- és Nagylúcsként szerepel a két falurész. Rozgonyi Simon 1413-as oklevelében Kislúcs "Silasluche" néven szerepel. Ekkor részben királyi birtok, mint a pozsonyi váruradalomhoz tartozó gellei uradalom része.
Nagylúcs a 14. században fejlődött külön faluvá. 1466-ban szintén a gellei uradalom része. A 15. században a Dóczy család birtoka lett, amely ettől kezdve a nagylucsei előnevet használta. 1533-ban Nagylúcsében Lipcsey Gáspárnak 6, Pálffy Péternek 9 adózó portája volt. A 17. század folyamán nagyrészt az Aranyossy család birtoka. A század közepén 16 háza és mintegy száz lakosa volt. 1787-ben 26 házában 178 lakos élt. Lakói mind katolikus magyarok voltak. A falu mindvégig a gellei plébánia filiája volt. Az 1634-es kanonoki vizitáció megemlíti a falu templomát is, ahol káplán szolgált. A 19. század elején a Jiringer, második felében a Lizboth család volt a birtokosa.
Vályi András szerint "Kis, és Nagy Lucse. Két falu Posony Vármegy. Kis Lucsenek földes Ura G. Pálfy Uraság, amannak pedig több Uraságok, lakosai katolikusok, fekszenek egy máshoz közel, Egyház Gellének szomszédságában, mellynek filiáji, földgyeik közép termékenységűek, rozsot teremnek, réttyek, legelőjök, erdejek nints, el adásra alkalmatos módgyok van."
Fényes Elek szerint "Lucse (Kis), magyar falu, Pozson vmegyében, Ó-Gelléhez 1 fertálynyira: 185 kath. lak., urasági kastélyal, kerttel, sörházzal. F. u. a Pálffy fam. seniorátusa. Ut. p. Pozsonyon át Somorja. Lucse (Nagy), magyar falu, Poson vármegyében, közel Kis-Lucséhoz: 296 kath., 6 zsidó lak."
A trianoni békeszerződésig Pozsony vármegye Dunaszerdahelyi járásához tartozott. Kis és Nagylúcsot 1960-ban egyesítették.

## Népessége
| Év:            | 1994. | 2004.   | 2014.   | 2024.   |
| -------------- | ----- | ------- | ------- | ------- |
| Emberek száma: | 723   | 755     | 722     | 733     |
| Eltérés:       |       | +4,42 % | -4,37 % | +1,52 % |

| Év:            | 2023. | 2024.   |
| -------------- | ----- | ------- |
| Emberek száma: | 713   | 733     |
| Eltérés:       |       | +2,80 % |

1910-ben Kislúcsnak 234, Nagylúcsnak 395, túlnyomórészt magyar lakosa volt.
2001-ben Lúcs 736 lakosából 704 magyar és 28 szlovák volt.
2011-ben Lúcs 765 lakosából 681 magyar és 79 szlovák volt.
2021-ben 711 lakosából 609 (+10) magyar, 87 (+3) szlovák, 1 egyéb és 14 ismeretlen nemzetiségű volt.

## Nevezetességei
- Nagylúcs kegykápolnája 18. századi eredetű, 1884-ben átépítették, Szent Anna tiszteletére van szentelve, búcsújáróhely.
- Kislúcs kastélya 17. századi, reneszánsz eredetű. A II. világháborút követően különböző célokra használták. Ma a járási hivatal archívuma működik benne.
- Nagylúcs kastélya a 19. század első felében épült klasszicista stílusban. Kezdetben a Jiringer családé, majd 1884-ben akkori tulajdonosa, Lizboth Mihály átépíttette. A második világháborúig a Jeszenszky családé volt. Ezután államosították, majd 1950-től a termelőszövetkezet irodái működtek benne. A kastélyt kisebb park övezi.

## Híres személyek
- Kislúcson született 1920. április 10-én Zala József költő.
- Magyar család[forrás?]
- Nagylúcsról származott Dóczy Orbán (?-1491) egri püspök.